# Paolo Buonvino
Paolo Buonvino (Scordia, 29 marzo 1968) è un musicista e compositore italiano.

## Biografia
Nato e cresciuto a Scordia, in provincia di Catania, si diploma in pianoforte presso il Conservatorio Francesco Cilea di Reggio Calabria e studia Discipline della Musica presso l'Università di Bologna.
Inizialmente assistente musicale di Franco Battiato, si dedica al teatro scrivendo musiche di scena per varie compagnie. Compone Francesco: la notte, il sogno, l'alba (1995), opera multimediale per soprano, tenore, basso, voci recitanti, orchestra, coro, computer e tastiere; Epiklesis (1996), messa per soprano, coro, orchestra, computer e tastiere.
Nel 1997 debutta come compositore di colonne sonore con il film televisivo La piovra 8 - Lo scandalo, di Giacomo Battiato.
Nel 1998 è autore della colonna sonora di Ecco fatto di Gabriele Muccino, con il quale lavora l'anno successivo in Come te nessuno mai e poi ancora nel 2001 ne L'ultimo bacio e nel 2003 in Ricordati di me. Ha inoltre lavorato con registi quali Michele Placido, Giovanni Veronesi, Paolo Virzì, Carlo Carlei, Carlo Verdone, Roberto Faenza e Stefano Incerti. Nel 1999 alla 56ª mostra internazionale di Venezia gli viene assegnato il premio Rota per le musiche di Come te nessuno mai. Al Festival International de Luchon (2002) riceve il premio per la migliore colonna sonora con il film Le jeune Casanova. Nel 2008, in collaborazione con Emanuele Bossi, realizza le musiche per la fiction Il commissario Manara e 4 Padri Single, prodotto da Gabriele Muccino. Nello stesso anno compone le musiche per il film Caos calmo, con il quale vince il premio David di Donatello per il miglior musicista e il Nastro d'argento alla migliore colonna sonora. Nel 2009 riceve nuovamente un Nastro d'argento per il film Italians, di Giovanni Veronesi.
Nel 2016 firma la colonna sonora della serie I Medici, che vede la partecipazione di Skin.
Nel corso degli anni ha collaborato con vari artisti, tra i quali Franco Battiato, Carmen Consoli, Patrizia Laquidara, Elisa, Fiorella Mannoia, Negramaro, Dolores O'Riordan, Jovanotti, Skin e Andrea Bocelli.
Nel luglio 2021 esce Taranta Reimagined, progetto discografico di contaminazione tra musica popolare e musica elettronica, prodotto dalla Sugar Music e distribuito dalla Universal Music. Il disco vede delle originali interpretazioni di Jovanotti, Mahmood, Gianna Nannini e Diodato registrate durante l'edizione 2020 della Notte della Taranta.
Nel 2021 la Biennale Musica di Venezia gli commissiona un progetto che vede la luce nel settembre 2022 presso il Teatro alle Tese di Venezia, dal titolo “çiatu”, un concerto per  voci recitanti, tre disklavier e musica elettronica, con la scenografia di Irma Blank , eseguito dall’orchestra  Parco della Musica Contemporanea Ensemble diretta da Tonino Battista.
Tra il 2022 ed il 2023 scrive le colonne sonore per la prima e seconda stagione delle serie televisive A casa tutti bene - La serie  e Incastrati, regia di Ficarra e Picone.

## Colonne sonore

### Cinema
- Ecco fatto, regia di Gabriele Muccino (1998)
- Come te nessuno mai, regia di Gabriele Muccino (1999)
- L'amante perduto, regia di Roberto Faenza (1999)
- Der Kardinal, regia di Berthold Mittermayr (1999)
- Dancing North, regia di Paolo Quaregna (1999)
- L'ultimo bacio, regia di Gabriele Muccino (2001)
- Segreto di famiglia (Laguna), regia di Dennis Berry (2001)
- Ricordati di me, regia di Gabriele Muccino (2003)
- La vita come viene, regia di Stefano Incerti (2003)
- Piazza delle Cinque Lune, regia di Renzo Martinelli (2003)
- Sulla mia pelle, regia di Valerio Jalongo (2003)
- Je Reste, regia di Diane Kurys (2003)
- Apnea, regia di Roberto Dordit (2005)
- Manuale d'amore, regia di Giovanni Veronesi (2005)
- Romanzo criminale, regia di Michele Placido (2005)
- Il fantasma di Corleone, regia di Marco Amenta (2006)[12]
- N (Io e Napoleone), regia di Paolo Virzì (2006)
- Il mio miglior nemico, regia di Carlo Verdone (2006)
- Cemento armato, regia di Marco Martani (2007)[13]
- I Viceré, regia di Roberto Faenza (2007)
- Manuale d'amore 2 - Capitoli successivi, regia di Giuseppe Veronesi (2007)
- Caos calmo, regia di Antonello Grimaldi (2008)
- La matassa, regia di Ficarra e Picone e Giambattista Avellino (2009)[14]
- Italians, regia di Giovanni Veronesi (2009)
- Baciami ancora, regia di Gabriele Muccino (2010)[15]
- La scuola è finita, regia di Valerio Jalongo (2010)
- Manuale d'amore 3, regia di Giovanni Veronesi (2011)
- Anche se è amore non si vede, regia di Ficarra e Picone (2011)
- Il giorno in più, regia di Massimo Venier (2011)
- Silvio Forever, regia di Roberto Faenza e Filippo Marcelloni (2011)[16]
- Tutto tutto niente niente, regia di Giulio Manfredonia (2012)
- Terramatta, regia di Costanza Quatriglio – documentario (2012)
- If I Were You, regia di Joan Carr Wiggin (2012)[17]
- Un uccello molto serio, regia di Lorenza Indovina (2013)[18]
- Con il fiato sospeso, regia di Costanza Quatriglio (2013)
- Indovina chi viene a Natale?, regia di Fausto Brizzi (2013)
- Il Natale della mamma imperfetta, regia di Ivan Cotroneo (2013)
- Mi rifaccio vivo, regia di Sergio Rubini (2013)
- L'abbraccio definitivo, regia di Stefania Rocca (2014)
- Fratelli unici, regia di Alessio Maria Federici (2014)[19]
- La scuola più bella del mondo, regia di Luca Miniero (2014)[20]
- Anita B., regia di Roberto Faenza (2014)[21]
- Padri e figlie, regia di Gabriele Muccino (2015)
- 7 minuti, regia di Michele Placido (2016)[22]
- Ma mère est folle, regia di Diane Kurys (2018)[23]
- I villeggianti, regia di Valeria Bruni Tedeschi (2019)[24]
- Fatima, regia di Marco Pontecorvo (2020)[25]
- Burraco fatale, regia di Giuliana Gamba (2020)[26]

### Televisione
- La piovra 8 - Lo scandalo, regia di Giacomo Battiato – miniserie TV (1998)
- La piovra 9 - Il patto, regia di Giacomo Battiato – miniserie TV (1998)
- L'elefante bianco, regia di Gianfranco Albano – miniserie TV (1998)
- Caraibi, regia di Lamberto Bava – miniserie TV (1999)
- Padre Pio, regia di Carlo Carlei – miniserie TV (2000)
- L'impero, regia di Lamberto Bava – miniserie TV (2001)
- Il giovane Casanova, regia di Giacomo Battiato – film TV (2002)
- Ferrari, regia di Carlo Carlei – miniserie TV (2003)
- Mio figlio, regia di Luciano Odorisio – miniserie TV (2004)
- Paolo Borsellino, regia di Gianluca Maria Tavarelli – miniserie TV (2004)
- Una famiglia in giallo, regia di Alberto Simone – serie TV (2005)
- Fuga per la libertà - L'aviatore, regia di Carlo Carlei – film TV (2008)
- Il commissario Manara – serie TV (2009-2011)
- Una mamma imperfetta – serie TV  (2013)[27]
- 4 padri single, regia di Paolo Monico – film TV (2009)
- Io e mio figlio - Nuove storie per il commissario Vivaldi – serie TV (2010)
- Sotto copertura – serie TV (2015)
- La dama velata – serie TV (2015)
- I Medici – serie TV (2016-2019)
- Sotto copertura - La cattura di Zagaria – serie TV (2017)[28]
- Tutto può succedere – serie TV (2017)[29]
- Buongiorno, mamma!, regia di Giulio Manfredonia (2021)
- A casa tutti bene - La serie, regia di Gabriele Muccino (2021-2023) – miniserie TV
- Incastrati – serie TV (2022-2023)
- Il Gattopardo, regia di Tom Shankland, Giuseppe Capotondi e Laura Luchetti – miniserie TV (2025)